# 과거가 없는 남자
《과거가 없는 남자》(Mies Vailla Menneisyytta, The Man Without A Past)는 핀란드에서 제작된 아키 카우리스마키 감독의 2002년 코미디, 드라마, 멜로/로맨스, 범죄, 스릴러 영화이다. 마르꾸 펠톨라 등이 주연으로 출연하였고 아키 카우리스마키 등이 제작에 참여하였다. 2002년 아카데미상에 외국어 부문에서 지명되었으며 2002년 칸 영화제에서 그랑프리를 수상하였다.
불량배들에게 강도를 당하고 폭행의 후유증으로 기억을 잃고 절망에 빠졌다가 새로운 삶을 시작한 한 남자의 이야기를 소박한 시선으로 다룬다.

## 출연

### 주연
- 마르꾸 펠톨라
- 카티 오우티넨

### 조연
- 사카리 쿠오스마넨
- 타티
- 주하니 니에멜라
- 카이자 파카리넨